# Il sapore del riso al tè verde
Il sapore del riso al tè verde (お茶漬けの味?, Ochazuke no aji) è un film giapponese del 1952 diretto da Yasujirō Ozu.

## Trama
Tokyo. Taeko e Mokichi sono sposati da molti anni e non hanno figli. Taeko è una donna egoista e viziata e rimprovera continuamente il marito per la sua presunta pigrizia e le sue origini umili. Un giorno Taeko accetta di partecipare, senza dire nulla a Mokichi, ad una gita fuori città, in compagnia delle sue amiche Aja e Takako e della nipote Setsuko; durante il soggiorno, Taeko rivela loro della crisi che sta attraversando il suo matrimonio, affibbiando la colpa al marito e alla monotonia della loro vita coniugale. Dopo il rientro a Tokyo, Setsuko, ormai in età da marito, viene spinta dalla sua famiglia e dalla stessa zia Taeko a convolare a nozze e le organizzano un incontro galante; ma Setsuko, contraria al matrimonio combinato, diserta l'appuntamento e va a trovare lo zio Mokichi.
Lo zio, sapendo dell'incontro, rimane sorpreso dalla visita della nipote e, suo malgrado, la porta con sé in giro per la città. Dopo essere rientrati la sera a casa, zio e nipote vengono redarguiti da Taeko: Setsuko è colpevole di essere andata contro le decisioni della sua famiglia, Mokichi di essere stato complice della "fuga" della ragazza. Dopo il confronto, Taeko se ne va di casa, arrabbiata più che mai. Il giorno dopo Mokichi riceve dal suo principale l'ordine di recarsi in Uruguay per diversi giorni; invia un telegramma alla moglie ma, non ricevendo risposta, parte senza reincontrarla. Tornata a casa dopo il litigio, Taeko si rende conto di essere stata troppo dura con suo marito e, sapendolo lontano da lei, capisce quanto in realtà lui sia importante per lei.
Ma il viaggio in Uruguay viene rimandato e Mokichi rientra a casa dopo un solo giorno; i due si chiariscono e tornano ad essere felici come non lo erano da anni.

## Critica
- È uno dei più dinamici film di Y. Ozu. Sin dalla prima sequenza la cupezza della situazione centrale è temperata da cadenze leggere di commedia. Commento del dizionario Morandini che assegna al film tre stelle su cinque di giudizio.[1]

## Curiosità
L'assistente alla regia di questo film è il futuro regista Shōhei Imamura.